# Церква Воздвиження Чесного Хреста Господнього (Швайківці)
Церква Воздвиження Чесного хреста Господнього в Швайківцях — парафія і храм греко-католицької громади Копичинецького деканату Бучацької єпархії Української греко-католицької церкви в селі Швайківці Чортківського району Тернопільської области.

## Історія церкви

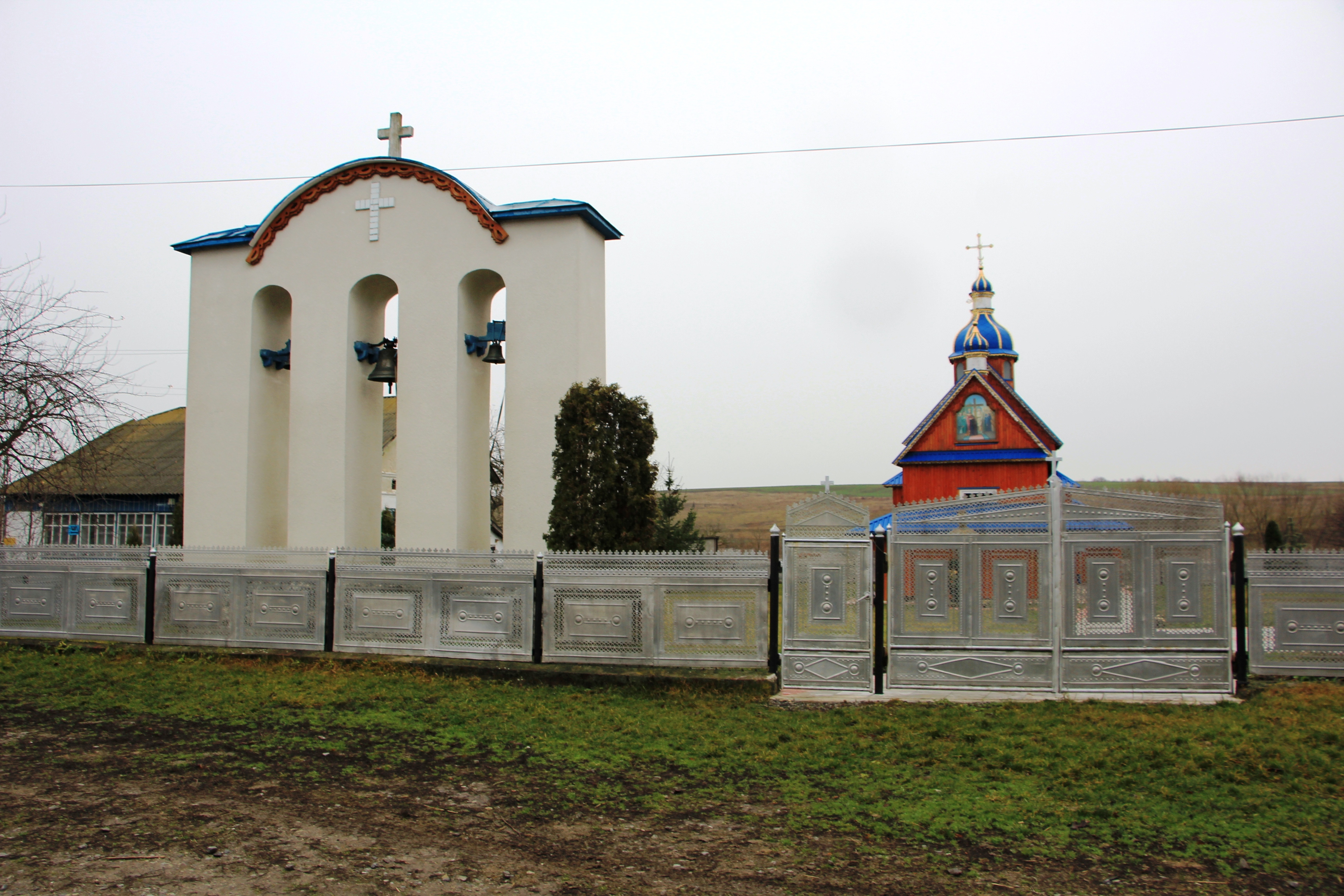
Дзвіниця

Перша письмова згадка про парафію, яка тоді була православною та підпорядковувалася Константинопольському патріархату, датується XI—XIII століттями. У 1732–1733 роках генеральну візитацію парафії здійснив о. Сильвестр Мальський, ЧСВВ.
У 1734 році був збудований храм завдяки пожертвам парафіян. У 1758 році його перебудували, а 20 листопада того ж року парафію відвідав о. Антоній Онуфрієвич.
З XVIII століття до 1946 року парафія була греко-католицькою. З 1946 по 1957 рік вона належала до РПЦ, а потім, з 1958 по 1989 рік, храм був зачинений радянською владою. У 1989–1990 роках церква знову перебувала в підпорядкуванні РПЦ.
У 1990 році церква повернулася до УГКЦ. Оскільки парафія є дочірньою, тут служили священники з парафії села Гадинківці. У 2004 році на День Незалежності освятили каплицю Всіх Святих українського народу.
На території села є пам'ятник Святому Флоріану, збудований у 1864 році на кошти пана Рудрофа, а також пам'ятник блаженному мученику ієромонаху Віталію Байраку, ЧСВВ, який освятив єпископ Іриней Білик.
До парафії належать близько 150 осіб. При церкві діє Вівтарне братство, а катехизацію проводить священник.

## Парохи
- о. Іван Мелчан (1718—1743),
- о. Літинський,
- о. Стефан Савічевський,
- о. Макар Савічевський (1784—1817),
- о. Михайло Струмінський,
- о. Яків Шанковський,
- о. Іван Сенатович (1838—1840),
- о. Семен Лукасевич (1840—1842),
- о. Олексій Навроцький (1842—1843),
- о. Филип Галінатий (1843—1844, 1845—1847),
- о. Дмитро Ходоровський (1844—1845),
- о. Микола Чаплінський (1847—1848),
- о. Яків Горбачевський (1848—1850),
- о. Том Боратинський (1850—1855),
- о. Іван Корній (1855—1890),
- о. Климент Соневицький (1891—1928),
- о. декан Василь Квік (від 1990).